# Rupela bendis
Rupela bendis là một loài bướm đêm trong họ Crambidae.